# STS-55
STS-55 — 55-й старт многоразового транспортного космического корабля в рамках программы Спейс Шаттл и 14-й космический полёт шаттла «Колумбия», произведён 26 апреля 1993 года. Экипаж ставил научные эксперименты в многоразовой космической лаборатории «Спейслэб». Миссия была оплачена Германией. Астронавты провели в космосе около 10 дней и благополучно приземлились на Авиабазе Эдвардс 6 мая 1993 года.

## Экипаж
- (НАСА): Стивен Нейджел (4)[1] — командир;
- (НАСА): Теренс Хенрикс (2) — пилот;
- (НАСА): Джерри Росс (4) — специалист полёта 1;
- (НАСА): Чарлз Прекорт (1) — специалист полёта 2;
- (НАСА): Бернард Харрис (1) — специалист полёта 3;
- (DFVLR): Ульрих Вальтер (единственный) — специалист по полезной нагрузке 1;
- (DFVLR): Ханс Шлегель (1) — специалист по полезной нагрузке 2.

## Описание полёта

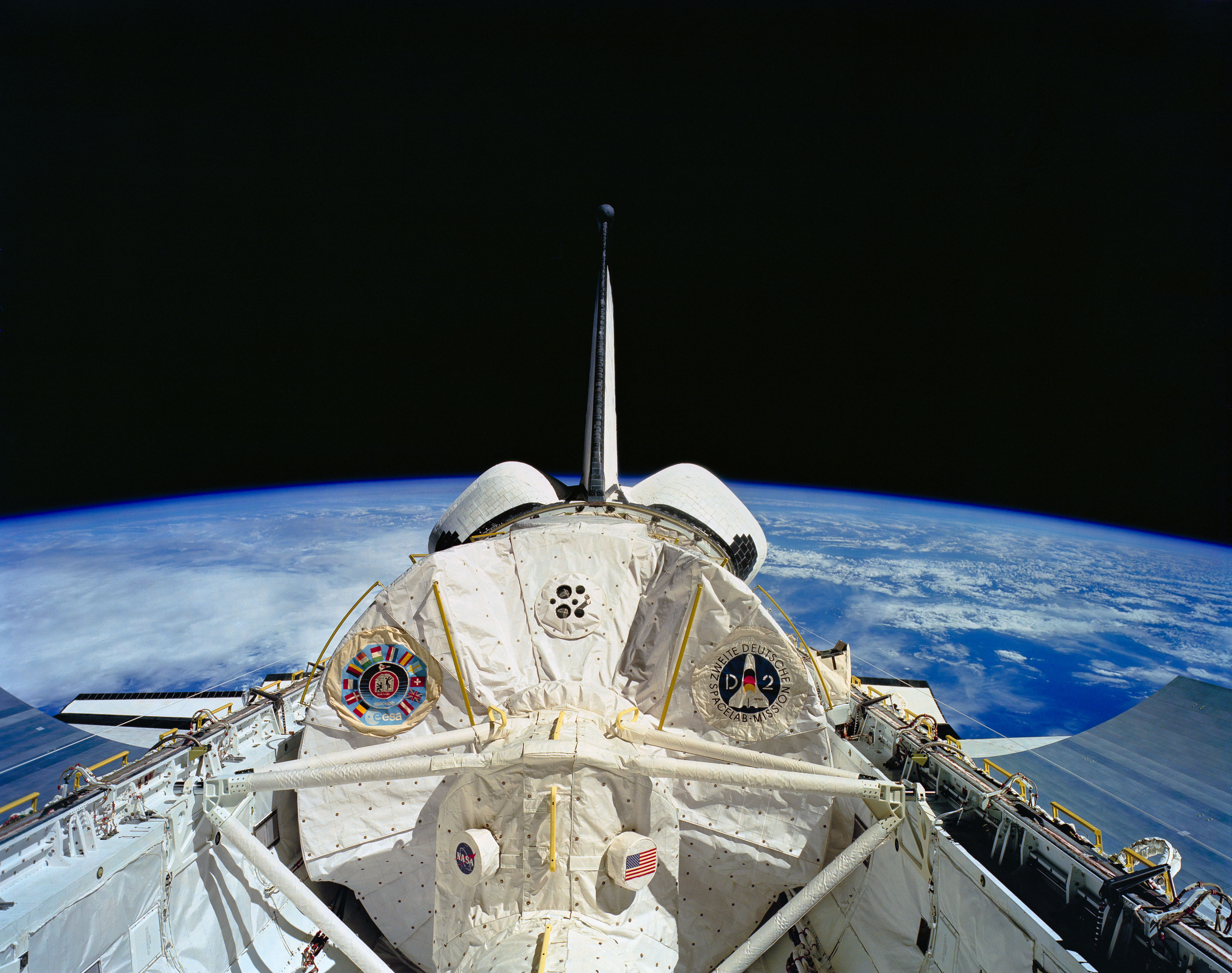
Вид на грузовой отсек Колумбии со Спейслэб